# University of California, Berkeley Women's Volleyball
La University of California, Berkeley Women's Volleyball è la squadra pallavolo femminile appartenente alla Università della California - Berkeley, con sede a Berkeley (California): milita nella Atlantic Coast Conference della NCAA Division I.

## Storia
Il programma di pallavolo femminile della University of California, Berkeley inizia nel 1975 e viene guidato per nove anni dal Chris Stanley, che lo porta una volta alla post-season nell'ultimo anno di affiliazione alla AIAW Division I e poi nelle prime due partecipazioni alla NCAA Division I, uscendo di scena in entrambe le occasioni in semifinale regionale. Dal 1984 al 1987 Marlene Piper è l'allenatrice della squadra, tuttavia i risultati non sono dei migliori ed arriva una sola partecipazione alla post-season, che vede le Golden Bears eliminate subito al primo round. Nei sette campionati successiva alla guida del programma c'è Dave DeGroot, ma ancora una volta i risultati tardano ad arrivare e la squadra si qualifica una sola volta alla post-season, ma senza andare oltre il primo round.
Dopo i tentativi di Sue Woodstra e Lee Maes, nel 1999 Rich Feller viene nominato coach della squadra, riuscendo a riportarla alla post-season al suo terzo tentativo, nel 2002. Dopo aver raggiunto stabilmente ogni anno le semifinali regionali o il secondo round, nella Division I NCAA 2007 le Golden Bears raggiungono la prima Final Four della propria storia, venendo tuttavia spazzate in semifinale dalla future campionesse della Penn State con un perentorio 3-0. Nei due campionati successivi il programma raggiunge nuovamente in entrambe le occasioni le finali regionali, trovandosi sempre la strada sbarrata dalle Nittany Lions della Penn State, senza neanche riuscire aggiudicarsi un solo set. Stessa sorte che tocca anche nella Division I NCAA 2010, nella quale arriva la seconda qualificazione alla Final Four, dove, dopo aver eliminato senza grandi problemi in semifinale la Southern California, ancora una volta le Golden Bears vengono battute per 3-0 dalla Penn State.
Un importante riallineamento della conferenza NCAA all'inizio degli anni '20 ha portato al crollo della Pac-12 Conference, con 10 dei suoi 12 membri che sono partiti per altre conferenze dopo l'anno accademico 2023-24. California, insieme al suo rivale Stanford, nella San Francisco Bay Area, parteciperà all'Atlantic Coast Conference nel 2024.

## Palmarès

### Altri risultati
| Piazzamento          |    | Edizione                                                        |
| -------------------- | -- | --------------------------------------------------------------- |
| Tornei NCAA          | 17 | Finale: 1 2010                                                  |
| Tornei NCAA          | 17 | Semifinali: 1 2007                                              |
| Tornei NCAA          | 17 | Elite Eight: 2 2008, 2009                                       |
| Tornei NCAA          | 17 | Sweet Sixteen: 1 2003                                           |
| Tornei NCAA          | 17 | Secondo turno: 8 1982, 1983, 1989, 2002, 2004, 2005, 2006, 2013 |
| Tornei NCAA          | 17 | Primo turno: 4 1987, 1988, 2011, 2012                           |
| Titoli di conference | 2  | Northern Pacific Athletic Conference: 1 1982                    |
| Titoli di conference | 2  | Pac-12 Conference: 1 2010                                       |

## Conference
- Northern California Intercollegiate Athletic Conference: 1975-1976
- Northern California Athletic Conference: 1977-1981
- Northern Pacific Athletic Conference: 1982-1985
- Pac-12 Conference[1]: 1986-2023
- Atlantic Coast Conference: 2024-

## National Player of the Year
- Carli Lloyd (2010)

## National Coach of the Year
- Rich Feller (2010)

## All-America

### First Team
- Angela Pressey (2007)
- Hana Čutura (2008, 2009)
- Carli Lloyd (2010)
- Tarah Murrey (2010)

### Second Team
- Mia Jerkov (2002, 2003)
- Camille Leffall (2004)
- Angela Pressey (2006)
- Hana Čutura (2007)
- Carli Lloyd (2008, 2009)
- Tarah Murrey (2011)
- Christina Higgins (2013)

## Allenatori
- Chris Stanley: 1975-1983
- Marlene Piper: 1984-1987
- Dave DeGroot: 1988-1994
- Sue Woodstra: 1995-1998
- Lee Maes: 1998
- Rich Feller: 1999-